# ダイヤブロック
ダイヤブロック（DiaBlock）とはカワダが1962年より販売しているブロック玩具の商品名である。

## 原形
1955年頃、名古屋の文具メーカーである日伸商会から、二股に分かれて鉛筆を2本同時に差し込めるキャップが発売された。これは本来の用途では売れず大量の在庫を抱えてしまい、1959年にキャップを積み重ねて遊ぶ玩具「ブロックキャップ」として発売された。これに、創業後間もない玩具問屋だったカワダが注目。百貨店での夏休み向けの実演工作用の商材として大量に買い付けて販売したところ、好調な売れ行きとなった。後にカワダが正式に代理店として、これを扱うことになった。

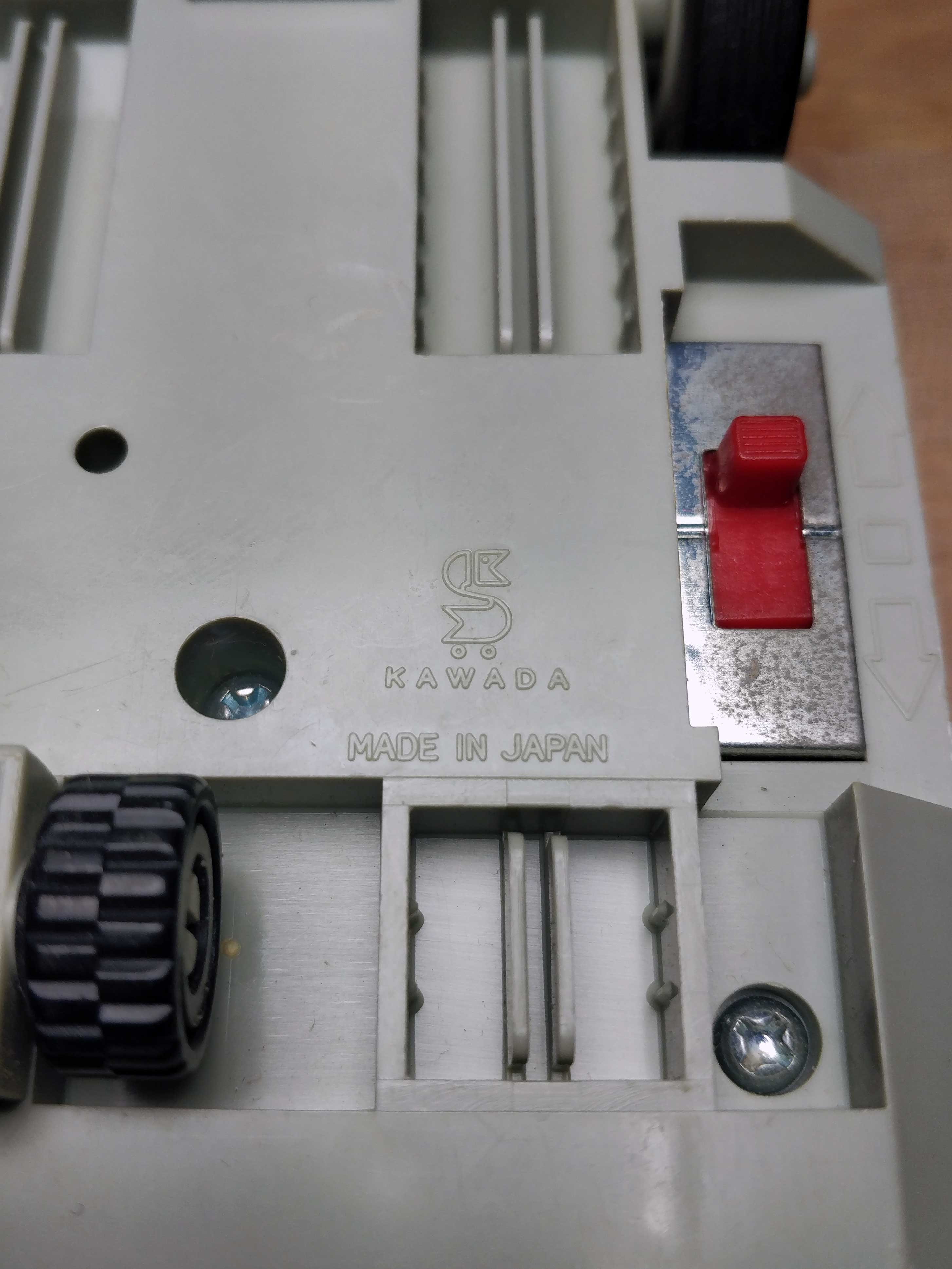
ダイヤブロックの車パーツ底面のKawadaのロゴ

当時のカワダにとって、玩具販売の繁忙期である年末以外にも売り上げの取れる自社商品の開発が急務だった。そこで、ブロックキャップをヒントに社内での開発が進められ、より積み重ねて造形し易いといった改良を加えられて、1962年にダイヤブロックが誕生した。ダイヤブロックの凸部が他社のブロック玩具に比べて長いのは、鉛筆キャップが原型である事の名残である。
当初のダイヤブロックは構造上の問題でブロック同士のはめ合いが悪かったため不評であったが、1966年9月に底部を1本羽根、1967年5月に2本羽根として両端を本体から浮かせるよう工夫し、売れ行きが好調になった。
1990年代には、ロボット・キャラクター系のブロック玩具を製品化。これは2000年代以後に発売された、大手メーカーのレゴ・バイオニクルやタカラトミーのゾイドブロックスなどに先行していた。2010年にはタカラトミーのトミカのトミカタウンとのコラボレーションした商品を販売した。
2023年には原材料に国産米（非食用）を使用したブロックの「OKOMEIRO」を発売した

## 主な種類
現行商品
- ダイヤブロック

1980年代から続いている「みんなのまち」シリーズを中心に、90年代からの「つくろう!!ブロック探険隊シリーズ」などが販売されていた。
2025年現在はベーシックなブロックセットのみの展開となっている。
- おおきなダイヤブロック

小さな子供向けの大きなブロック。2025年から発売
発売終了
- ダイヤブロックジュニア

小さな子供向けの大きなブロック。
- ダイヤブロックソフト

赤ちゃん向けのソフトなブロック。

## 関連商品
- ナノブロック

2008年に登場した、世界最小級のブロック。
- ナノブロックプラス

2014年に登場したブロック。立方体で、ナノブロックとダイヤブロックの中間サイズであることが特徴。